# Публий Сестий Капитолин
Публий Сестий Капитолин Ватикан (на латински: Publius Sestius Capitolinus Vaticanus) e политик на Римската република през 5 век пр.н.е.
През 452 пр.н.е. той е консул с Тит Менений Агрипа Ланат. През 451 пр.н.е. Публий Сестий е в комисията на децемвирите, които пишат първите десет таблици на Законите на дванадесетте таблици.